# ۲۲ ذی‌الحجه
۲۲ ذیحجه، بیست و دومین روز از ماه ذیحجه در تقویم هجری قمری است.
در تقویم هجری قمری قراردادی این روز سیصد و چهل و هفتمین روز سال است.

## وقایع
- ۶۰ -
  - به‌دارآویختن میثم تمار یکی از صحابهٔ علی بن ابیطالب، به دستور عبید الله بن زیاد.
  - حرکت حسین بن علی از مکه به سمت کوفه.
- ۱۲۴۱ - دومین دورهٔ جنگ‌های ایران و روسیه.

## درگذشتگان
- ۶۰ - میثم تمار از یاران مُخلص امام علی در کوفه.
- ۴۸۱ - خواجه عبدالله انصاری دانشمند و عارف مسلمان.
- ۱۳۸۶ - مجتبی قزوینی روحانی شیعه، فیلسوف و عارف بزرگ.